# World Doubles Championships 1985
Il World Doubles Championships 1985 è stato un torneo di tennis femminile che si è giocato a Tokyo in Giappone dal 1° al 7 aprile su campi in sintetico indoor. È stata la 10ª edizione del torneo.

## Campionesse

### Doppio
Kathy Jordan /  Elizabeth Smylie hanno battuto in finale  Betsy Nagelsen /  Anne White con il punteggio di 4–6, 7–5, 6–2